# Promachus vagator
Promachus vagator là một loài ruồi trong họ Asilidae. Promachus vagator được Wiedemann miêu tả năm 1828.